# 阿列克谢·康斯坦丁诺维奇·托尔斯泰
阿列克谢·康斯坦丁诺维奇·托尔斯泰伯爵（俄语：Алексе́й Константи́нович Толсто́й；1817年—1875年），托爾斯泰家族成員。俄国小说家、诗人、戏剧家，著有历史小说《谢列勃良内公爵》，历史剧三部曲《伊凡雷帝之死》、《沙皇费多尔·伊凡诺维奇》、《沙皇鲍里斯》。